# Municipio de Matfield
El municipio de Matfield (en inglés: Matfield Township) es un municipio ubicado en el condado de Chase en el estado estadounidense de Kansas. En el año 2010 tenía una población de 119 habitantes y una densidad poblacional de 0,38 personas por km².

## Geografía
El municipio de Matfield se encuentra ubicado en las coordenadas 38°7′50″N 96°29′23″O / 38.13056, -96.48972. Según la Oficina del Censo de los Estados Unidos, el municipio tiene una superficie total de 317 km², de la cual 315,4 km² corresponden a tierra firme y (0,5 %) 1,6 km² es agua.

## Demografía
Según el censo de 2010, había 119 personas residiendo en el municipio de Matfield. La densidad de población era de 0,38 hab./km². De los 119 habitantes, el municipio de Matfield estaba compuesto por el 96,64 % blancos y el 3,36 % eran de una mezcla de razas. Del total de la población el 0 % eran hispanos o latinos de cualquier raza.